# Naco (Arizona)
Naco es un lugar designado por el censo ubicado en el condado de Cochise en el estado estadounidense de Arizona. En el Censo de 2010 tenía una población de 1046 habitantes y una densidad poblacional de 118,78 personas por km².

## Historia
La actual ciudad no incorporada de Naco, Arizona, se estableció a principios del siglo XX. La zona fue originalmente poblada por los indios nahuas y ópatas. Naco significa "nopal" en lengua ópata. El Congreso de los Estados Unidos estableció oficialmente Naco como puerto de entrada el 28 de junio de 1902. Hoy en día, el puerto de entrada de Naco está abierto las 24 horas del día.
De vez en cuando, la gente de ambos lados de la frontera utiliza la valla fronteriza como red en un partido de voleibol.

## Geografía
Naco se encuentra ubicado en las coordenadas 31°20′35″N 109°56′1″O / 31.34306, -109.93361. Según la Oficina del Censo de los Estados Unidos, Naco tiene una superficie total de 8.81 km², de la cual 8.81 km² corresponden a tierra firme y (0%) 0 km² es agua.

## Demografía
Según el censo de 2010, había 1046 personas residiendo en Naco. La densidad de población era de 118,78 hab./km². De los 1046 habitantes, Naco estaba compuesto por el 62.43% blancos, el 0.57% eran afroamericanos, el 0.67% eran amerindios, el 0% eran asiáticos, el 0% eran isleños del Pacífico, el 33.46% eran de otras razas y el 2.87% pertenecían a dos o más razas. Del total de la población el 83.94% eran hispanos o latinos de cualquier raza.

## Fuerte Naco
Fuerte Naco, o Fort Naco en inglés, es un antiguo puesto militar en las afueras de Naco. Después de la incursión de Pancho Villa en Columbus, Nuevo México, en 1916, Fort Naco fue un área de preparación para las tropas estadounidenses que protegían la frontera. Fue el cuartel general del 1.er Regimiento de Infantería de la Guardia Nacional de Arizona.